# John Sjöquist
Ej att förväxla med läkaren och professorn John Sjöqvist (1863–1934)
John Sjöquist, folkbokförd John Axel Sjöqvist, född 13 oktober 1924 i Jättendals församling i Gävleborgs län, död 7 oktober 2024 var en svensk läkare och professor emeritus.
Sjöquist, som var son till bagarmästare Magnus Sjöquist och Elvira Nordgren, avlade studentexamen i Stockholm 1947, blev medicine kandidat vid Lunds universitet 1951 samt medicine licentiat och medicine doktor vid Uppsala universitet 1968. Han var docent i medicinsk och fysiologisk kemi vid Lunds universitet 1957–1964 och vid Umeå universitet 1964–1968. Han var forskare vid Massachusetts Institute of Technology 1961–1963, forskardocent i Lund 1963–1964 och innehade forskartjänst vid Riksföreningen mot cancer i Umeå 1964–1968. Han blev professor i biokemi vid Uppsala universitet 1968 och i medicinsk och fysiologisk kemi där 1973. Han blev ledamot av arbetsutskottet för Riksföreningen mot cancer 1968 och av British Society for Immunology samma år. År 1990 blev han emeritus.
Han var 1946–1975 gift med laboranten Inga Lewander (1925–2013) och fick barnen Eva Sjöquist (född 1947), gift Pernälv och Falkman, och Mats Sjöquist (född 1951). Sedan var han från 1976 till hustruns död gift med Ing-Mari Andersson (1937–2014).